# 名札

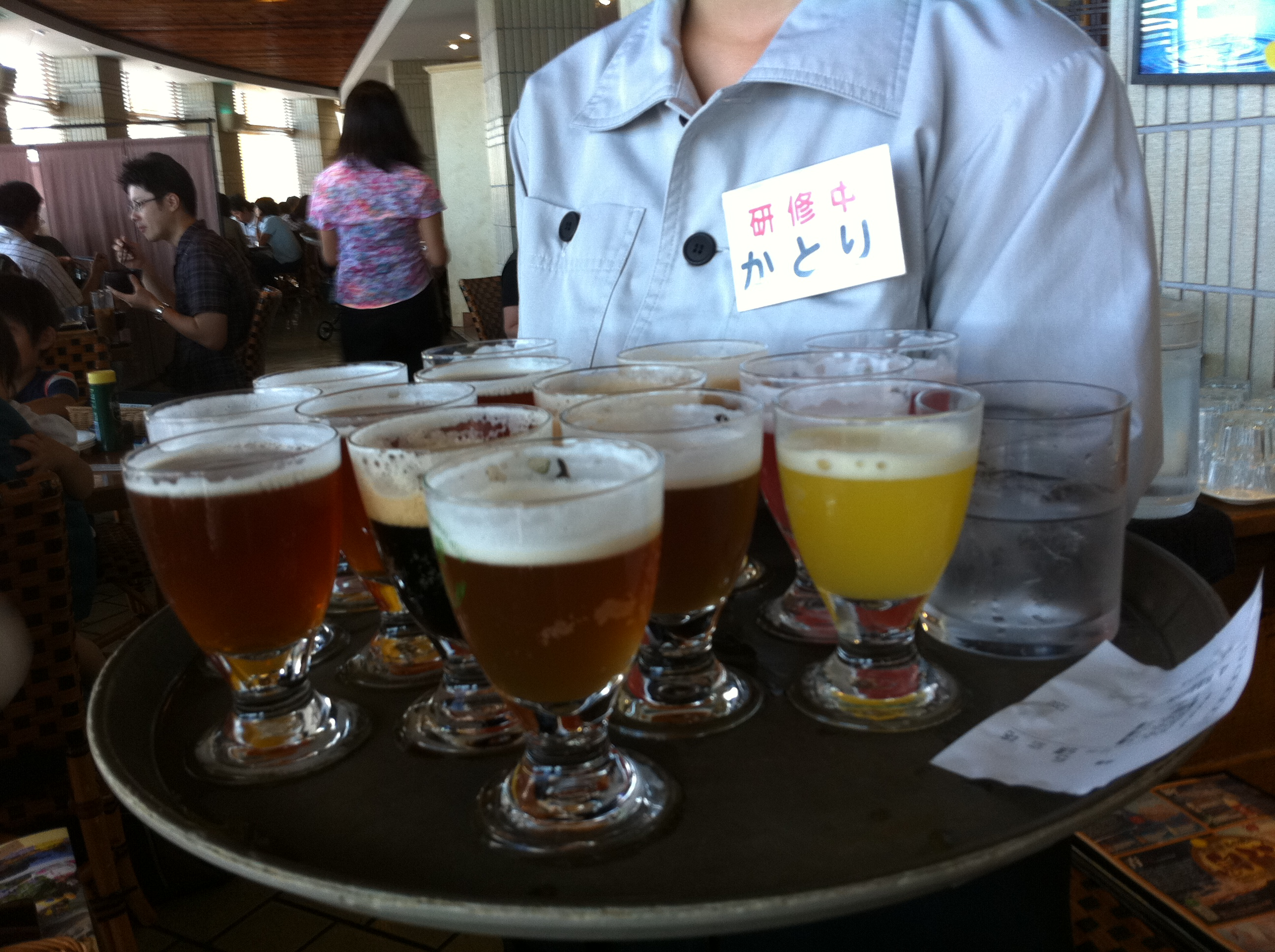
飲食店で「かとり」という名前の人で、研修中であることを示している。

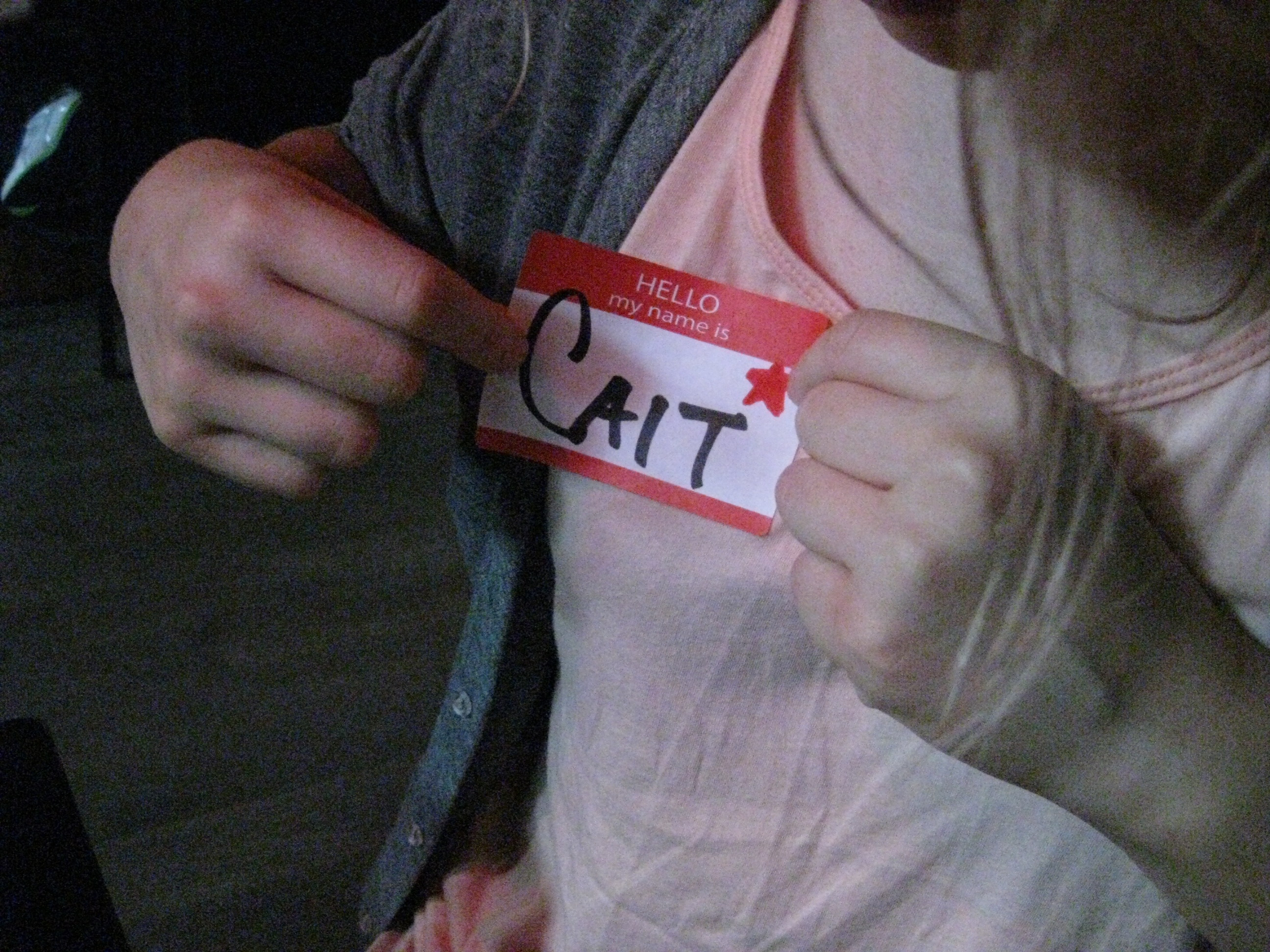
"HELLO my name is"と印刷されたシールに手書きでCAITと個人名が書かれている。

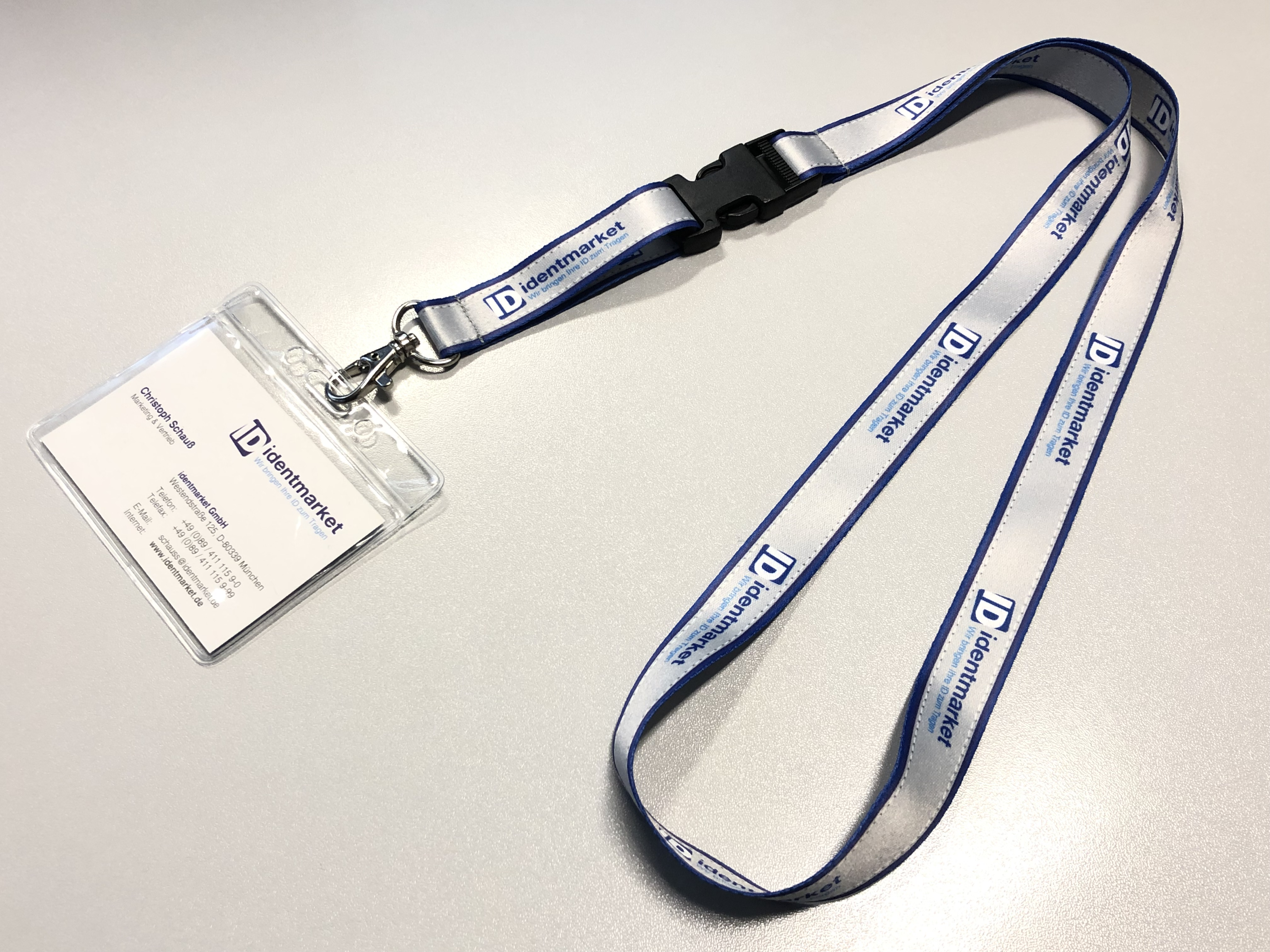
首かけ式のひも（ランヤード/ストラップ）つきの名札

名札（なふだ）は、カード状の板または紙に、人名を表示したもの。英語のネームプレート、それを略したネームとも呼ばれる。本人が着用するか、あるいは着用せず机上等に置いて用いられる。本人が着用しない場合は「めいさつ」と呼んで区別することもある。
同じく人名を表示していても、ゼッケンや表札は名札に含まれず、また英語のnameplateは、日本で言うところの「銘板」「街路標識」も含み、name tagの方が日本語の意味に近い。日本で「ネームタグ」と言うと、プラスチックケースに入れた身分証明書に紐を付け、首から下げるタイプのものを指すことが多い。

## 使用形態

### 本人が着用する場合
裏側または上部にピンあるいはクリップが付いており、それを衣類に留めて用いる。形態は以下のようなものがある。
- プラスチック製の板の表面に名を書くか刻むかする。同一者が長期にわたって使用する場合によく見られる。
- プラスチック製またはビニール製のケースに、名を書いた紙・布を挿し込む。会合などで数回だけ用いる場合、後日に別人への使い回しが可能なためよく用いられる。

建築現場や警備員・保守点検員の場合、着用するヘルメットに名前を記入するか名前入りシールを貼付することで名札の代用とすることがある。多くの場合ヘルメット後部に記入されるが、これは後方からの安全確保の意味もあり、現場・会社によっては間違いを防ぐために漢字ではなくかな文字を用いることもある。
自衛官と消防吏員は、執務服に面ファスナーで貼り付ける。

### 本人が直接着用しない場合
多くはプラスチック製・木製。
- 出欠を示すために用いる。
  - 板の場合は壁に掛けるか、名札受けに挿し込む。
  - 衆議院・参議院本会議では角柱の名札を立てて、出席を表す（欠席で横倒しになっていれば目立たない）。
  - 相撲部屋ではけいこ場に、所属力士の名を記したものが掛けられている。
  - トンネルの工事現場において、入坑者の有無を確認するために設置する。隧道内へ入る際に白地の状態にし、出た際は赤地の状態に戻す。
- プラスチック製のケース（多くはL字状に曲がっている）内に、名を記した紙を差し込む。会合で、着席場所を指定するため用いる。
- テレビ番組などでも出演者席にて用いられることが多い。

## 業種による運用の差異
着用する、しないは基本的に社長の判断である。例えば、社員数が少ない小企業は全社員の顔と名前が一致しやすいこともあってか、名札が存在しない例が多い。しかし後述するように、近年では個人情報保護の観点から、すべての企業において名札の廃止が相次いでいる。
名札というと、これまでは数センチ程度の長方形状のプラスチック板に姓や事業所ロゴを入れただけのもの（小型）が主流であったが、近年は名刺サイズのものや、それに本人の写真を貼付したいわゆるIDカードタイプ（いずれも大型）が増加してきている。
まず、小型のものは比較的規模の小さな事業所において現在でも多く使用されているが、製造業・建設業・運送業といった業種では大型、とりわけ吊下式であると危険が伴うために大企業であっても小型のものを使用することが多い。一方、大型のものは価格の低下や見易さ、情報量の多さもあってか、特に小売店・飲食店・その他サービス業全般において広く普及し、店名・氏名以外にも簡単なメッセージ（「私、○○係の○○が担当いたします」「笑顔での応対を心掛けます」、初心者マークと共に「新入社員です　よろしくお願い致します」など）を入れたり、セール告知や預金キャンペーンなどのPOPを貼付する事業所も見られるようになった。
しかし近年では個人情報保護の観点から、フルネームを苗字だけにしたり、着用自体を取りやめる例が2020年代になって急増した。コンビニやスーパーの店員が名前を伏せて勤務することも日常的になりつつある。
また、作業の安全性とセキュリティ性の両立（製造業・運送業・交通機関・インフラ系など）、更にはデザイン性も成立させたい事業所（テーマパーク・金融機関・比較的高級なホテル、飲食店、小売店など）では、小型の名札と社員証などのIDカードを併用することがあり、前者は就業中に、後者は守衛所やカードロックシステムにより入退場の認証を受ける際に使用されている。
特に、IT企業・マスコミ・警備業といった高いセキュリティ性が要求される業種や、規模の大きな小売店・医療機関・薬局・介護関連の事業所では、身分や保有資格を証明する手段として常時IDカードを掲示させる傾向にある。併せて、建設業者が機密性の高い施設を新設・改修する際の入出場管理にIDカードを用いたり、作業機械の運転資格証を常時掲示したいという要求の高まりから、保護帽に貼付するIDカードケースや、IDカードそのものを収納できるスペースを持った保護帽も発売されるようになった。

### 用途の広がり
ソニーでは、社員証に自社開発の非接触型ICチップFeliCaを搭載し、自社ビルへの入退管理に利用するほか、電子マネーEdyも併載、社員食堂における決済などに使用している。この“IDカードと電子マネーが一つになった”システムは、電通・ベネッセコーポレーションなど他社や一部大学の学生証でも採用されており、やはり敷地内の食堂をはじめ、対応する自動販売機やコンビニなどで使用されている。
その他、東日本旅客鉄道（JR東日本）のSuicaや、スルッとKANSAI協議会のPiTaPaが搭載されたカード（携帯電話）をオートロックの鍵として使用するというマンションも存在するが、このオートロックシステムは各々異なるFeliCaの番号（ID）を登録し認証する仕組みのため、何か一つでもFeliCa対応カード（携帯電話）があれば、それを鍵として使用できる点が従来の鍵にない特長である。

## 臨時入構時
一定以上の規模の事業所では、保安上の理由から入口に守衛所を設けて、入構者のチェックを行っている。そこで、その事業所の従業員であれば社員証などの確認を行った上で内部に通している（NTT幕張ビルなど、ICカードを用いた自動改札システムの場合もある）が、それ以外の場合（他社からの営業員・宅配便・製品の納品・設備のメンテナンスなど）であれば基本的に入構証に当たる物を持っていないため、臨時に「入構を許可された証」を交付しなくてはならない。
そこで、担当警備員は用件を尋ねたり、来客の用務先に内線で問い合わせ確認を取ったり、入場時刻を用紙に控えたりする訳である。一方、来客が渡されるものは、多くの場合は通し番号と「来客」の文字が入った小さなバッジであるが、大型の物も次第に増加しており、やはり胸部に留めるタイプと吊下式のタイプとが存在している。これは従業員用の名札と同じ傾向であり、当然ながら非接触ICタイプも存在する。また、変わった形状のものとして、胸ポケットに差し込むタイプや、葉書程度の大きさの紙をビニールに入れて首から提げるタイプ（競技場に多い）も見られる。自動車で訪問した場合は「駐車票」を渡されることがあるが、駐車位置を指定された場合はその位置に停め、指示のない場合も業務の支障にならない場所に停める。用務中に自車のナンバープレートや駐車票の数字を構内放送で読み上げられ、移動を指示された場合は速やかにそれに従う。
なお、事業所によってはバッジ等と一緒に自身の名前や入場時刻を記した用紙（A6判程度）を渡される場合があるが、その場合は用務先のサインを貰う事が必要である。退出時の処理は、バッジなどを返却し、用紙に退出時刻を記入するのが一般的である。
工場の場合はバッジなどに加え、作業帽を始めとする保護具（保護帽・反射チョッキ・防塵マスク・保護めがね・軍手が比較的多い）を配布することが殆どであるが、これは法令や社内の安全衛生規定に依るもので、たとえ臨時の来客であっても従業員同様に着用することを求められる。こちらも「来客用」の表示をしたり、色で従業員との区別を行っている事業所が多い。

### ゲーム上の例
- 『ドラゴンクエストVI 幻の大地』 - 後半で訪れることになるロンガデセオの街は「ならず者の街」とも呼ばれており、あるイベントを解決することにより入手できる「デセオのパス」を入口で提示しなければ入ることができない設定である。
- 『サラダの国のトマト姫』 - 第一章において、パセリの森に捕えられた仲間から「ツウコウショウ」を入手し、ゴールである「サラダロアの町」へ潜入しようとする場面があるが、門番に「しゃしんがちがうぞ！」と言われてしまう場面が存在する。結局は、門番の眠っている隙に潜入する。
- 『MOTHER』 - 中盤において、ダンカン工場からロケットを飛ばして線路を塞いでいる大岩を破壊するというイベントがあるが、その工場へ入るために必要な「つうこうきょかしょう」（以下「証」）を門番（なぜか犬である）に見せると「こりゃ、期限切れですぜ、おにいさん。拾ったものだな。」と言われ、戦闘になってしまう。勝利すれば先に進むことが可能であるが、「拾ったもの」という文面からこの証には写真がないことが窺える。

## 学校と名札

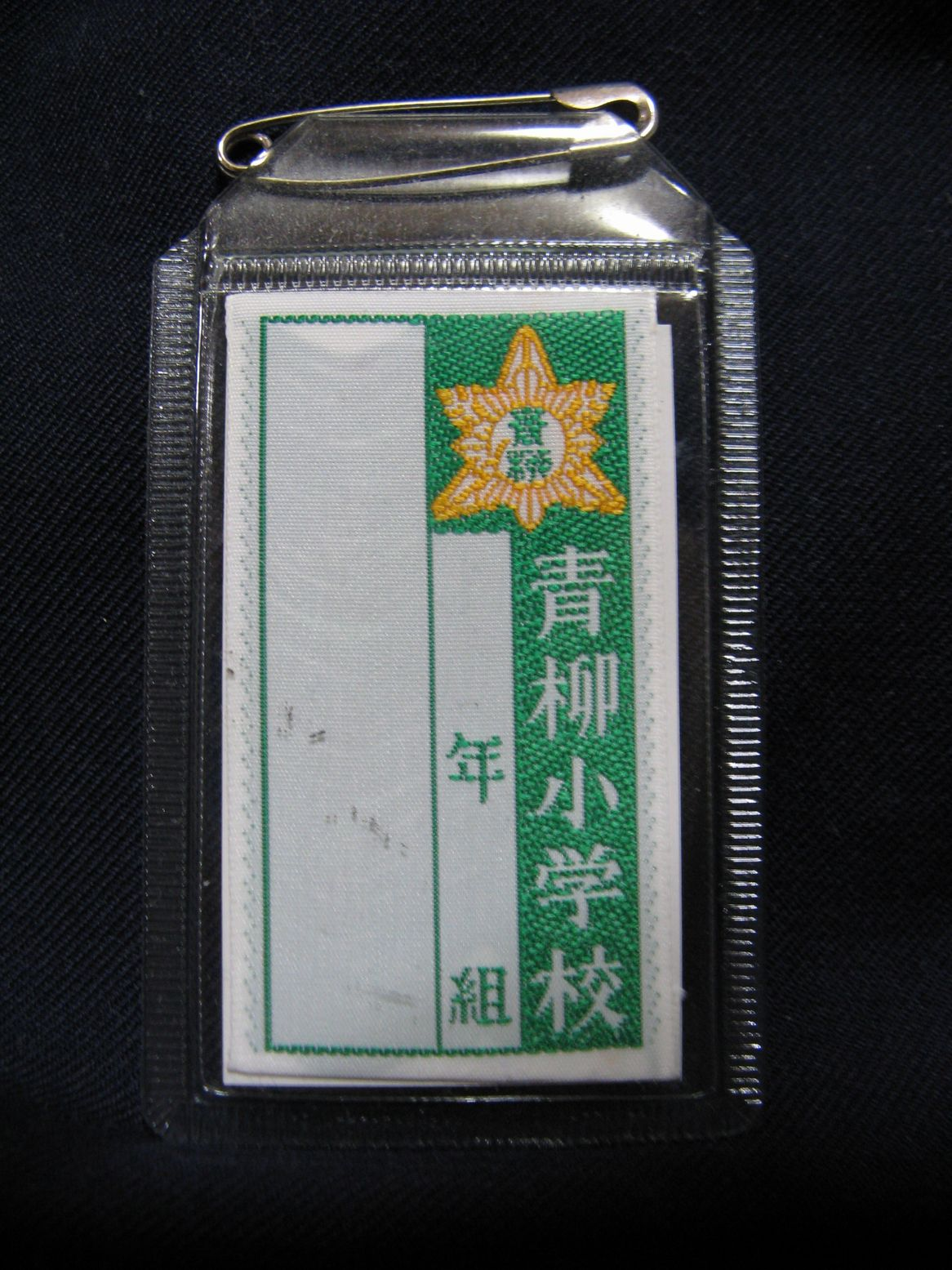
日本の小学校の名札。ビニールケースに布製記入部を挿入したもの

日本の公立中学校以下では幼児・児童・生徒に対して名札着用を求めていることが多い。
板状の名札の場合、多くは白色または銀色。学年を枠線や地の色などを学年色にして区別する場合もあるが、中学校などでは別に学年章をつけさせることが多く、全学年が同じ色の名札である場合も珍しくない。また高等学校以上では通常、生徒に名札の常時着用を求めないが、宮崎県のように多くの公立高校でフルネームの名札を着用させている地域もある。
名札ではないが、直に学生服に名前を刺繍している地域もある（沖縄県など）。

### 名札離れ
かつては多くの公立小学校・中学校で児童・生徒に登下校時も名札を着用させていたが、現在では犯罪防止など個人情報保護のため、登下校時に外すよう指導する学校や、名札自体を廃止する学校が増えている。特に脱ゆとり教育が完全実施された2011年以降は学校の名札離れが急速に進んでいる。
名札をつけるホルダー下部をポケット状にし、登下校時にはホルダーは付けたままで名札のみポケットへ入れさせる、制服着用が義務付けられている中学校や、小学校でも標準服のある学校では登下校時には名札を胸ポケットに入れさせるなどの事例もある。一方、私立の小中学校においては、名札自体が存在しない学校が以前から大半である。

### 児童・生徒用

幼稚園で使われる植物の花をかたどった名札のイメージ

以下の形態は、取りも直さず名札が工業製品の規格品であることに由来する。
- ビニール名札
  - ビニールのケースの中身には紙の名札か布名札を使う。
  - この場合、学校名・校章は刺繍or印刷 氏名・年・組を記入。学校によっては登校班や血液型も表に記入、 裏面に「血液型記入カード」という血液型、住所・保護者名・電話番号など緊急連絡先を記入する紙が入る場合が多い。
    - ただし自主的な血液型の記入については万一の事故等で輸血が必要など、緊急時の場合、血液型不適合による事故を起こさぬよう医療機関ではクロスマッチテストを行う。また、名札に記入する血液型は、ABO式血液型のみ記入するものが大半で、Rh因子まで記入する名札は少ない。そのため、輸血が必要である本人がRh+なのか、Rh-なのかどうかは名札の血液型記入カードではわからない。それだけでなく、厳密にはABO式血液型の中でも亜種の存在（典型例として、O型亜種のボンベイ型）など、クロスマッチテストを行わないとわからない血液型もある。そのため、いずれにしても医療機関ではクロスマッチテストを行う。そのため自身の血液型を別段知っておく必要も無い上に予め記入する意味も無い。よって、名札の血液型記入欄がない学校もある。

  - 幼稚園・保育園では紙でできたカラー名札が多い。この形式は通常、小学校で用いられるが、北関東の一部のように中学校で用いられることもある。
  - 幼稚園の名札は大抵この形式だが、形状は四角くなく植物や動物などをあしらっている（例:さくら組→桜の花びらの形）
- 布名札（安全ピン止めと直接縫付がある）
  - 約3cm×5cm大のフェルトや厚手のビニールに校章・学年章を付け、名札はその上下に縫い付けるか接着剤で付けるかする事もある。この形式は学年章との関係もあり、中学校に多い。
  - 一部の学校に布名札を直接安全ピンで胸に付ける所もあるようだが、多くがケースに入れない場合は縫い付けとなる
  - 中学校以上の場合は縫付が多い。一部の特別支援学校では高等部がこのタイプである。
- プラスチック製の板に氏名を彫刻、あるいは手書きで表記したもの
  - 学校によって姓のみ名前が刻まれるところもあれば、フルネームで名前を刻まれるところもある。彫刻の場合、プラスチック製の板に氏名を彫刻機で彫刻し、彫刻された凹部にインキを注入する方法であるため、装置の制約上、名札の多くが機械彫刻用標準書体で彫刻される。横長長方形の2cm×3-4cmサイズが多い。学校名や校章が加わる場合もある。学年を固有の色で表記した地やラインと学級番号が入ったり、あるいは学年・学級番号をシールにして名札本体は複数年使用させるケースもある（学年色が固有指定される場合は入学から卒業まで同じ名札を使い続ける事が多い）。安全ピンによる装着のほかに、一般的な四角い名札の場合、4隅に穴をあけ、糸で縫い付ける（学ランやブレザーなど冬服に多い）。また、学校によって、学校名を入れたり、校章を入れたりする学校もある。
  - このタイプは中学校や私立学校においての使用例が多く、小学校ではビニール名札、中学校ではプラスチック名札という地域も多い。
  - 東海地方の小中学校では、小判状縦書きの名札が多く用いられる。この様式はNHKの学園ドラマ『中学生日記』や江川達也の漫画『ラストマン』などでも用いられている（「中学生日記」は名古屋市が舞台であり、江川自身も名古屋出身）。上下に穴をあけ、制服へ縫い付け・厚手ビニールに接着・ビニールケースに入れて着用のいずれかが用いられる。
- 直接服に名前を刺繍
  - 男子のみの場合もある

|  |  |  |

### 教諭・外来者用
教育現場における名札着用は従前、児童・生徒に限られたものであったが、近年の乱入・傷害事件多発傾向を受け、施設に入構する者全てを着用の対象とする教育機関が増加している。納入業者には氏名・用件・入構証No.・時刻を控えた上で一時入構証を発行し、保護者には「保護者証」を配布しておき、さらには教員にも職員証を携帯させるわけである。
そして、このようなIDカード類を持たない者や、挙動などに不審点の感じられる者が構内、若しくは敷地周囲に居た場合は居合わせた教諭が対応することになる。
なお、入構証としては丸型バッジも使われているが、多くは吊下式のものであり、保護者証は「保護者」の文字と通し番号を、教諭用は氏名と写真を入れたものが比較的多い。

## ドラマ・漫画・テレビ番組等と名札
漫画では名札は描かれず省略されることが多く、ドラマでもあまり用いられることはない。学園漫画・学園ドラマにおいても同様だが、上記の『中学生日記』『ラストマン』など大々的に登場することもある。
AKB48とその関連ユニットは大人数であることから、『AKBINGO!』などのバラエティ番組に出演する際には名札やゼッケンを着用することが多い。